# Metzengerstein
„Metzengerstein”, denumită și „Metzengerstein: A Tale In Imitation of the German”, a fost prima povestire tipărită a poetului și prozatorului american Edgar Allan Poe. Lucrarea a fost publicată pentru prima dată în 1832, în paginile revistei Saturday Courier din Philadelphia. Povestirea se referă la tânărul Frederick, ultimul descendent al familiei Metzengerstein care se afla într-o vrăjmășie îndelungată cu familia Berlifitzing. Bănuit că a provocat un incendiu care l-a ucis pe capul familiei Berlifitzing, Frederick devine intrigat de un cal neîmblânzit, neobservat anterior. Metzengerstein este pedepsit pentru cruzimea sa, atunci când casa lui ia foc și calul îl duce în flăcări. O parte a unui hexametru latin al lui Martin Luther servește ca epigraf al povestirii: Pestis eram vivus—moriens tua mors ero („Cât am fost viu am fost ciumă - murind voi fi moartea ta”). 
„Metzengerstein” urmează multe convenții ale ficțiunii gotice și, după unii, exagerează aceste convenții. Din aceasta cauză, criticii și specialiștii discută dacă Poe intenționa ca povestirea să fie luată în serios sau ca o satiră a poveștilor gotice. Oricum, multe elemente introduse în „Metzengerstein” vor deveni obișnuite în scrierile viitoare ale lui Poe, inclusiv castelul sumbru și puterea răului. Deoarece povestirea se referă la un orfan crescut într-o familie aristocratică, unii critici sugerează o legătură autobiografică cu autorul ei.
Povestirea a fost trimisă de Poe la un concurs de scriere organizat de Saturday Courier. Deși nu a câștigat, ziarul a publicat-o în ianuarie 1832. Ea a fost republicată cu permisiunea lui Poe, doar de două ori în timpul vieții sale; subtitlul său a fost abandonat la publicarea sa finală. Poe intenționa să o includă în colecția Tales of the Folio Club sau într-o alta denumită Phantasy Pieces, deși niciuna dintre cele două colecții nu a fost tipărită vreodată.

## Rezumat
Povestirea, narată de un povestitor nenumit la persoana a III-a, are loc în Ungaria, într-o perioadă neprecizată. Paragrafele de la început descriu vrăjmășia existentă de veacuri întregi între două familii bogate rivale: Metzengerstein și Berlifitzing. Dușmănia puternică între cele două familii este atât de veche încât nimeni nu știe cât de departe merge în trecut. Naratorul afirmă că originea ei trebuie căutată într-o profeție veche: „Un nume glorios va cunoaște o cumplită prăbușire, atunci când, ca un călăreț suit pe cal, natura pieritoare a familiei Metzengerstein va învinge nemurirea familiei Berlifitzing”.
Tânărul Frederick, baron de Metzengerstein, moștenește averea familiei la vârsta de 18 ani (deși vârsta este schimbată în multele sale republicări) și începe să arate un comportament deosebit de crud, „comportamentul de moștenitor al lui Irod”. La câteva zile după ce își primește moștenirea, grajdurile familiei rivale Berlifitzing iau foc, ucigându-l pe capul familiei, Wilhelm Von Berlifitzing. Se presupune că Metzengerstein însuși ar fi fost responsabil pentru acest act de incendiere. În aceeași zi, Metzengerstein se uita la o tapiserie vechi reprezentând un Metzengerstein care ucidea cu pumnalul un Berlifitzing, acesta din urmă căzând la picioarele calului său. El crede că vede calul mișcându-se și luând „o expresie omenească, hotărâtă”. Câteva minute mai târziu, i se spune că un nou și remarcabil cal „roșu ca focul” ieșise din grajdurile în flăcări ale contelui Berlifitzing, având literele „W.V.B.” inscripționate pe frunte. Un grăjdar afirmă următoarele: „am crezut, firește, că sunt inițialele lui Wilhelm Von Berlifitzing, dar toți de la castel spun sus și tare că nu cunosc calul”.
Calul manifestă înclinații „fioroase și demonice”. Doar baronul este destul de curajos pentru a încerca să călărească calul misterios. Zi după zi, Metzengerstein se plimba călare ca un maniac și devine din ce în ce mai puțin interesat de afacerile familiei sale. În timpul unei plimbări dintr-o noapte furtunoasă, castelul Metzengerstein ia foc. Calul fugar, împotriva voinței stăpânului său, sare în flăcări cu tot cu călăreț, ucigând astfel pe ultimul nobil din familia Metzengerstein. Privitorii îngroziți văd un nor greu de fum care plutea deasupra castelului, având „forma clară, gigantică a unui cal”.

## Istoricul publicării

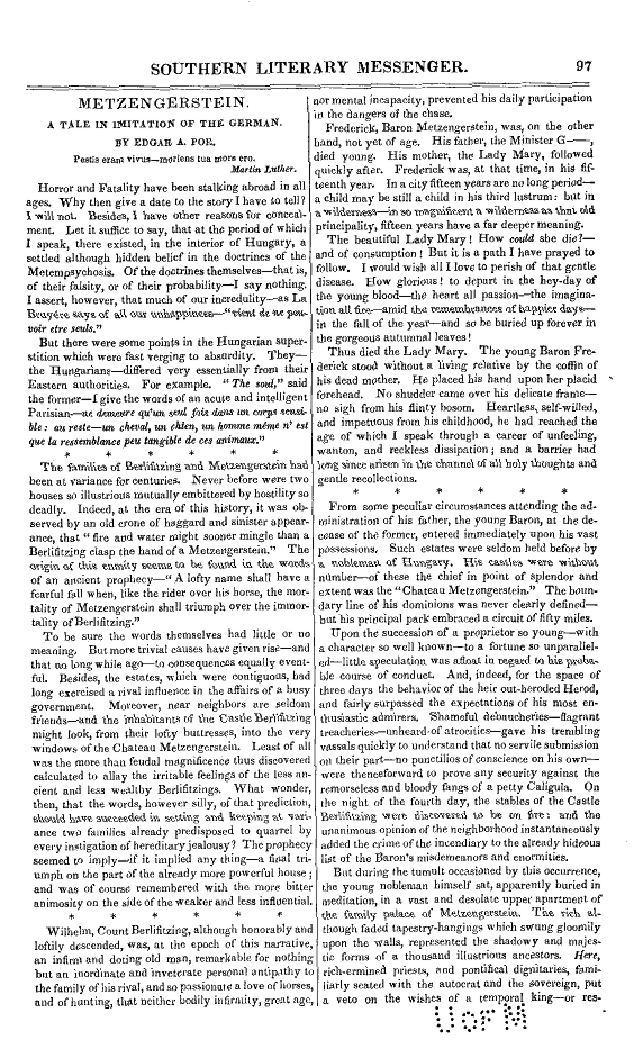
„Metzengerstein”, republicată în numărul din ianuarie 1836 al revistei Southern Literary Messenger.

Poe a trimis inițial „Metzengerstein” revistei Saturday Courier pentru un concurs literar, împreună cu alte cinci lucrări de proză ale sale, printre care „The Duke de l'Omelette” și „A Decided Loss”. Niciuna dintre lucrările sale nu a câștigat, deși juriului pare să-i fi plăcut „Metzengerstein” suficient pentru a o publica câteva luni mai târziu, în ediția din 14 ianuarie 1832 a revistei sus-menționate. Ea a fost publicată fără a avea atribuit numele lui Poe, dar este recunoscută ca fiind prima povestire publicată de Poe. Probabil că Poe nu a fost plătit pentru publicarea ei inițială. Subtitlul „A Tale in Imitation of the German” a fost adăugat atunci când povestirea a fost republicată în Southern Literary Messenger în ianuarie 1836, probabil pentru a profita de interesul popular pentru ficțiunea germană de groază. El a fost eliminat la publicarea sa ca parte a colecției Tales of the Grotesque and Arabesque din 1840.
„Metzengerstein” a fost una din cele 11 povestiri pe care Poe le-ar fi cuprins în Tales of the Folio Club, o colecție de povestiri pe care Poe a anunțat-o, dar pe care nu a tipărit-o niciodată. „Folio Club” ar fi fost o societate literară fictivă pe care autorul a numit-o un grup de „netoți” pentru a „elimina literatura”. La fiecare reuniune lunară, un membru urma să prezinte o poveste. În cazul lui „Metzengerstein”, vorbitorul a fost „Mr. Horrible Dictû, cu gene albe, care a absolvit studii la Göttingen”, potrivit unui proiect timpuriu. Baltimore Saturday Visiter a prezentat o reclamă care făcea abonaților un apel pentru a achiziționa cartea în octombrie 1833 pentru 1 dolar bucata. O săptămână mai târziu, cu toate acestea, ziarul a anunțat că autorul și-a retras povestirile cu speranța că vor fi tipărite în Philadelphia, Pennsylvania. Poe a luat în considerare și publicarea povestirii „Metzengerstein” într-o colecție de povestiri care urma să fie denumită Phantasy Pieces, sub titlul „The Horse-Shade”, deși această colecție nu a fost niciodată tipărită.
În primele sale publicări, „Metzengerstein” a inclus un rând despre moartea de tuberculoză a mamei personajului principal. Tânărul baron spune: „Este o cale pe care m-am rugat să o urmez. Mi-aș dori ca tot ce iubesc să piară de această boală ușoară”. Când Poe era încă un copil, mama lui, Eliza Poe, a murit, probabil de tuberculoză. Soția lui, Virginia, s-a îmbolnăvit și ea de tuberculoză și a murit în 1847. După moartea ei, Poe și-a modificat punctul său de vedere asupra personajelor feminine ficționale care erau bolnave și a idealizat femeile bolnave cărora le dorea moartea. Acest punct de vedere mai romantic asupra morții nu a fost neobișnuit în scrieri, precum în „Ode to a Nightingale” a lui John Keats, care l-ar fi inspirat pe Poe.
Prima traducere în limba română a fost realizată de Alexandru Macedonski („jumătate imitată, jumătate tradusă”) și publicată în Revista Independentă, anul IX, noiembrie 1887, pp. 50-54.:p. 533:p. 199 Povestirea a fost tradusă apoi de Barbu Constantinescu și inclusă în volumul Nuvele extraordinare, editat în 1910 de Edit. Librăriei Socec & Co. din București, în Biblioteca Populară Socec, nr. 101-103. Alte traduceri au fost realizate de M. Carp (publicată în culegerea Povestiri fantastice, editată în 1921 de Editura Viața Românească din Iași) și ulterior de Mihu Dragomir și Constantin Vonghizas (publicată în vol. Scrieri alese, editat în 1979 de Editura Univers din București). O altă traducere a fost realizată de Liviu Cotrău și publicată în volumul Masca Morții Roșii: schițe, nuvele, povestiri (1831-1842), editat în 2012 de Editura Polirom din Iași.
Povestirea a fost tradusă ca „Armăsarul de foc” de Rodica Bretin și publicată în revista UtopIQa nr. 1 din ianuarie 2020.

## Analiză
Deși neafirmat în mod explicit, se presupune că acel cal este într-adevăr Berlifitzing. Primul paragraf al povestirii se referă la metempsihoză, atunci când sufletul unei persoane este transferat unei alte ființe vii. O altă dovadă este tapiseria, lipsa de trecut sau de recunoaștere a calului și, desigur, profeția care se referă la nemurirea familiei Berlifitzing. Povestirea poate fi citită ca o alegorie, un avertisment că un suflet uman poate fi copleșit de răul pe care l-a creat, deși Poe însuși nu sugerează un astfel de înțeles. Un astfel de rău poate fi creat de ura și mândria unei persoane.
Poe imită multe elemente „germanice” tradiționale în această povestire. Exemplul cel mai evident este castelul vechi și sumbru, tipic ficțiunii gotice. Povestirea include, de asemenea, teme gotice tipice, la care învățatul Dawn Sova se referă ca la „aluzii cu privire la obsesii și păcate secrete, profeții prevestitoare, rivalitate de familie”. Aceste convenții gotice au fost un semn marcant de ficțiune populară în Europa și Statele Unite ale Americii pentru mai multe decenii după timp în care Poe le-a utilizat. Având ca subtitlu „A Tale in Imitation of the German”, criticii și oamenii de știință nu sunt de acord dacă Poe ar fi intenționat ca povestea să fie, de fapt, o satiră sau o piesă burlescă a genului, exagerând intenționat elementele de gotic pentru a avea umor.
O altă dovadă este că toate celelalte trei povestiri publicate de Poe în 1832 („The Duc de l'Omelette”, „A Tale of Jerusalem” și „Bon-Bon”) sunt povestiri comice, așa cum a spus Poe, „destinate pentru a fi pe jumătate persiflatoare, pe jumătate satiră”. Povestirea folosește, de asemenea, ironia ca formă de umor: în ciuda profeției familiei că „mortalitatea familiei Metzengerstein va învinge nemurirea familiei Berlifitzing”, are loc contrariul. Sugestia că „Metzengerstein” este scrisă intenționat ca o satiră a fost contestată, în special din cauza revizuirilor de către Poe în cadrul numeroaselor sale republicări în care a eliminat unele din materialele mai exagerate.
Accentele germane sau, în general, europene dau povestirii un decor medieval, deși timpul și locul desfășurării acțiunii sunt lăsate neprecizate. Atmosfera povestirii combină lumea reală cu cea supranaturală, în timp ce descrie stări patologice emoționale, probabil sub influența lucrărilor lui Ludwig Tieck și E. T. A. Hoffmann. Ea a fost numită o precursoare a povestirii „Prăbușirea Casei Usher” și a altor lucrări de mai târziu. Printre elementele pe care Poe le-a folosit pentru prima dată în „Metzengerstein” care vor deveni tipice în lucrările sale ulterioare sunt clădirea dărăpănată și sumbră, cu camere ciudate, domeniul izolat, culori vii și galerii subterane, precum și temele răzbunării și a puterii copleșitoare a răului. Lucrările viitoare vor descrie, de asemenea, personaje extrem de bogate; în afară de Metzengerstein, alte exemple sunt Roderick Usher, naratorul din „Ligeia” și averea refăcută a lui Legrand în „Cărăbușul de aur”. Poe folosește, de asemenea, dinții ca un simbol pentru prima dată în „Metzengerstein”. Dinții calului sunt descriși ca fiind „cavernoși și dezgustători”. Poe va folosi mai târziu dinții ca un semn de mortalitate, ca și în buzele zbătându-se deasupra dinților unui om hipnotizat în „Faptele în cazul domnului Valdemar”, sunetul scrâșnetului de dinți în „Hopa-Hop sau opt urangutani înlănțuiți” și obsesia cu privire la dinți din „Berenice”. Moartea prin foc va fi utilizată, mai târziu, în povestirea „Hopa-Hop” ca o pedeapsă. Deși Poe imita literatura de groază populară a timpului, „Metzengerstein” arată prin ce ies în evidență povestirile de groază ale lui Poe: mai degrabă decât concentrându-se asupra sângelui și a rănilor, el a explorat mințile personajelor pentru a le înțelege mai bine.
Povestirea are unele accente autobiografice precum castelul reprezentând Moldavia, casa din Richmond a tatălui vitreg al lui Poe, John Allan. Contele, în această interpretare, l-ar reprezenta pe John Allan, iar Poe pe tânărul Metzengerstein. Atât Poe, cât și Metzengerstein, sunt orfani de la o vârstă fragedă. Se poate ca Poe să fi găsit scrierea povestirii ca fiind terapeutică; în ea, el îl distruge pe „John Allan”, deși și el este distrus. Concentrându-se pe finalul scenei în care castelul arde, Poe ar fi putut reaminti de Arderea Teatrului Richmond în decembrie 1811 care a avut loc la trei săptămâni după ce mama sa, actrița Eliza Poe, a murit.

## Răspuns critic
Natura germană a povestirii „Metzengerstein” și a altor povestiri din colecția Tales of the Grotesque and Arabesque a fost menționată într-o recenzie a lui Joseph C. Neal în Pennsylvanian la 6 decembrie 1839: „Aceste delimitări grotești și fantastice sunt pline de varietate, acum irezistibil de ciudată și amuzantă, și marcată din nou de întregul interes profund și dureros față de școala germană”. Rudyard Kipling a fost un admirator al lui Poe și a scris o dată: „Datoria mea personală față de Poe este una grea”. „Metzengerstein” a fost o sursă de inspirație a povestirii „The Phantom Rickshaw”, în care personajul principal este pedepsit de calul cuiva pe care l-a ucis.
Scriind despre „Metzengerstein”, profesoara Zoe Dumitrescu-Bușulenga considera că această povestire „plutește într-o nebuloasă atmosferă de romantism german, cu castele medievale și crâncene dușmănii între diferite familii nobile. Visul apare aici ca simplă propensiune naturală, dar îndelung cultivată, ca o primă și destul de naivă modalitate a evadării din viață, dar și a pozei romantice tinerești, în parte. Calul care iese din tapiserie pentru a-și răzbuna stăpânul, calul enorm, roșu ca focul, e o creație a unei minți stârnite de lecturi romantice excesive. Atmosfera e plină de oroare și spaimă, de sugestii sinistre, totul e aburos, scăldat în lumină crepusculară, întreținută de furtună și incendii”.

## Adaptări
„Metzengerstein” a fost adaptată într-un segment component al filmului Povestiri extraordinare (1968) regizat de Roger Vadim. Segmentul, în care au jucat Jane Fonda și Peter Fonda, purta titlul „Metzengerstein”, dar nu era inspirat de subiectul povestirii lui Poe. Compozitorul român Joan Balan a compus în 1934 o piesă muzicală pentru pian inspirată de povestire și intitulată Das Feuerpferd.
Cântărețul italian Lord Vampyr, faimos pentru activitatea sa de la Theatres des Vampires, are un cântec numit „Metzengerstein”, prezent pe albumul Horror Masterpiece (2010). Versurile sale sunt aluzii puternice la povestirea lui Poe.